# Amanses scopas
Amanses scopas är en fiskart som först beskrevs av Cuvier 1829.  Amanses scopas ingår i släktet Amanses och familjen filfiskar. Inga underarter finns listade i Catalogue of Life.

## Bildgalleri

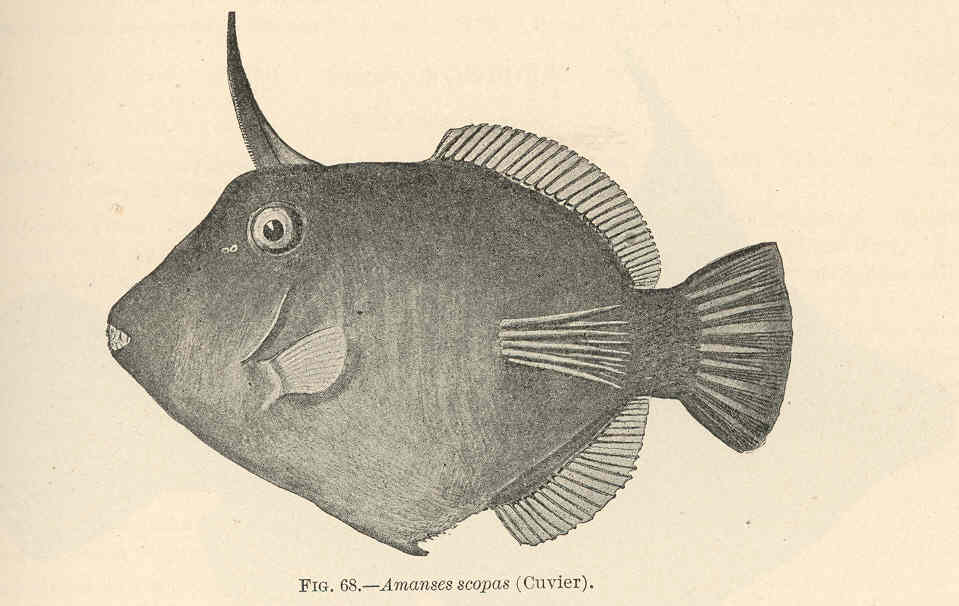